# Тай Шерідан
Тай Шерідан (англ. Tye Sheridan; нар. 11 листопада 1996, Елкгарт, Техас, США) — американський актор.

## Біографія
Народився 11 листопада 1996 в Елкгарті, Техас, США. Його батько працює водієм в UPS, а мати володіє невеликою перукарнею. У нього також є сестра Медісон. Навчався в школі в рідному місті.

## Кар'єра
Першу роль Тай зіграв у юному віці. Його обрали серед десяти тисяч претендентів на роль у драмі Терренса Маліка «Дерево життя». Прем'єра стрічки відбулась 64-му Каннському кінофестивалі. За сюжетом актор виконує роль наймолодшого брата з трьох Стіва. До того як розпочались зйомки, виконавці ролей дітей подружжя О'Браєн близько трьох тижнів проживали разом з їхньою екранною матір'ю Джессікою Честейн. 
У 2012 вийшла драма «Мад». Актор виконав роль підлітка Елліс, який з другом Некбоуном знаходять втікача Мада (Меттью МакКонахі). Вони пройнялися співчуттям до чоловіка й допомагають йому, але дізнаються, що не все з його розповідей правда. Фільм брав участь у 65-му Каннському кінофестивалі.
За наступну роль у драматичному фільмі «Джо» актор отримав Приз імені Марчелло Мастроянні найкращому молодому актору на 70-му Венеційському міжнародному кінофестивалі.
Після ряду ролей у драматичних стрічках у 2014 виходить кримінальний трилер «Фальсифікатор», також актор зіграв у кількох епізодах серіалу «Останній справжній чоловік» того ж року. У 2015 Бен з'являється у п'яти фільмах. У 2016 актор знявся у Браяна Сінгера, отримавши незначну роль в його бойовику «Люди Ікс: Апокаліпсис».

## Фільмографія

### Фільми
| Рік  | Назва                                | Оригінальна назва                     | Роль                        | Примітки |
| ---- | ------------------------------------ | ------------------------------------- | --------------------------- | -------- |
| 2011 | «Дерево життя»                       | The Tree of Life                      | Стів                        |          |
| 2012 | «Мад»                                | Mud                                   | Елліс                       |          |
| 2013 | «Джо»                                | Joe                                   | Ґері                        |          |
| 2014 | «Фальсифікатор»                      | The Forger                            | Вілл Каттер                 |          |
| 2015 | «Розвага»                            | Entertainment                         | Едді                        |          |
| 2015 | «Демон»                              | Last Days in the Desert               | син                         |          |
| 2015 | «Стенфордський тюремний експеримент» | The Stanford Prison Experiment        | Пітер Мітчелл               |          |
| 2015 | «Темні таємниці»                     | Dark Places                           | молодий Бен Дей             |          |
| 2015 | «Скаути проти зомбі»                 | Scouts Guide to the Zombie Apocalypse | Бен Гуді                    |          |
| 2016 |                                      | Detour                                | Гарпер                      |          |
| 2016 | «Люди Ікс: Апокаліпсис»              | X-Men: Apocalypse                     | Скотт Саммерс/Циклоп        |          |
| 2017 |                                      | Grass Stains                          | Конрад Стівенс              |          |
| 2017 |                                      | The Yellow Birds                      | Деніель Мерфі               |          |
| 2018 | «Першому гравцю приготуватися»       | Ready Player One                      | Вейд Воттс                  |          |
| 2018 | Дедпул 2                             | Deadpool 2                            | Скот Самерс / Шторм (камео) |          |
| 2018 |                                      | Friday's Child                        | Річі                        |          |
| 2019 | Темний Фенікс                        | Dark Phoenix                          | Скотт Саммерс               |          |
| 2020 | Нічний портьє                        | The Night Clerk                       | Барт Бромлі                 |          |
| 2021 | Покоління Вояджер                    | Voyagers                              | Крістофер                   |          |
| 2021 | Холодний розрахунок                  | The Card Counter                      | Кірк                        |          |
| 2021 | Ніжний бар                           | The Tender Bar                        | Джон Морінгер               |          |
| 2024 | Порядок                              | The Order                             | Джеймі Боуен                |          |

### Серіали
| Рік  | Назва                        | Оригінальна назва | Роль    | Примітки  |
| ---- | ---------------------------- | ----------------- | ------- | --------- |
| 2014 | «Останній справжній чоловік» | Last Man Standing | Джастін | 3 епізоди |